# تپه دره تپه سی
تپه دره تپه سی مربوط به دوره اشکانیان است و در شهرستان گرمی، بخش مرکزی، دهستان اجارود مرکزی، روستای حمزه خانلی واقع شده و این اثر در تاریخ ۱۲ دی ۱۳۸۶ با شمارهٔ ثبت ۲۰۴۰۳ به‌عنوان یکی از آثار ملی ایران به ثبت رسیده است.